# Leinburg
Leinburg település Németországban, azon belül Bajorországban. Lakosainak száma 6858 fő (2023. december 31.).

## Népesség
A település népessége az elmúlt években az alábbi módon változott:
| Lakosok száma | 4365 | 1663 | 6336 | 6426 | 6524 | 6521 | 6595 | 6634 | 6838 | 6858 |
|               | 1970 | 1975 | 2011 | 2012 | 2014 | 2015 | 2017 | 2019 | 2022 | 2023 |